# سورانا کیرستیا
سورانا کیرْسْتیا (رومانیایی: Sorana Cîrstea؛ زادهٔ ۷ آوریل ۱۹۹۰) یک تنیس‌باز اهل رومانی است.